# 島田聡一郎
島田 聡一郎（しまだ そういちろう、1974年 - 2013年4月12日）は、日本の法学者。専門は刑法。元早稲田大学法学学術院教授。東京都出身。指導教官は山口厚。

## 略歴
- 1992年 - 武蔵高等学校卒業　中高はブラスバンド部でクラリネットを担当。昼休みは安藤君主催による数人の仲間と英語翻訳しながら米国のRPG（Advanced Dungions and Dragonsシリーズ）を楽しむ。冬はスキーに熱中。
- 1995年 - 司法試験合格
- 1996年 - 東京大学法学部卒業
- 1996年 - 東京大学大学院法学政治学研究科助手（学士助手）
- 1999年 - 立教大学法学部専任講師
- 2001年 - 立教大学法学部助教授
- 2004年 - 上智大学法学部助教授
- 2007年 - 上智大学法学部准教授（大学院法学研究科法曹養成専攻准教授兼担）
- 2007年9月 - フンボルト財団の在外研究員としてミュンヘン大学客員研究員
- 2010年 - 上智大学法学部教授
- 2012年 - 早稲田大学大学院法務研究科教授
- 2013年4月12日 - 交通事故のため死去[1]

## 家族
父は東京大学名誉教授・昭和女子大学名誉教授の島田太郎。前最高裁判所長官の島田仁郎は伯父、明治大学理工学部教授の島田徳三は叔父。

## 著書

### 単著
- 『正犯・共犯論の基礎理論』（東京大学出版会、2002年）

### 共編著
- （今井猛嘉、小林憲太郎、橋爪隆）『刑法各論　LEGAL QUEST〔第2版〕』（有斐閣、2013年・初版2007年）
- （今井猛嘉、小林憲太郎、橋爪隆）『刑法総論　LEGAL QUEST〔第2版〕』（有斐閣、2012年・初版2009年）
- （小林憲太郎）『事例から刑法を考える〔第3版〕』（有斐閣、2014年・初版2009年）
- （成瀬幸典・安田拓人）『判例プラクティス・刑法各論』(信山社、2012年）